# Aleksander Tyszkiewicz
Aleksander Tyszkiewicz (in Deutschland auch Alexander von Tyszkiewicz; * 1862 in Oczeretnia, Landkreis Lipowiec ukrainisch Lypowez, Gouvernement Kiew, Russisches Kaiserreich) war ein polnischer Maler und Amateurfotograf. Er verstand sich als Vertreter des Piktorialismus.

## Leben und Wirken

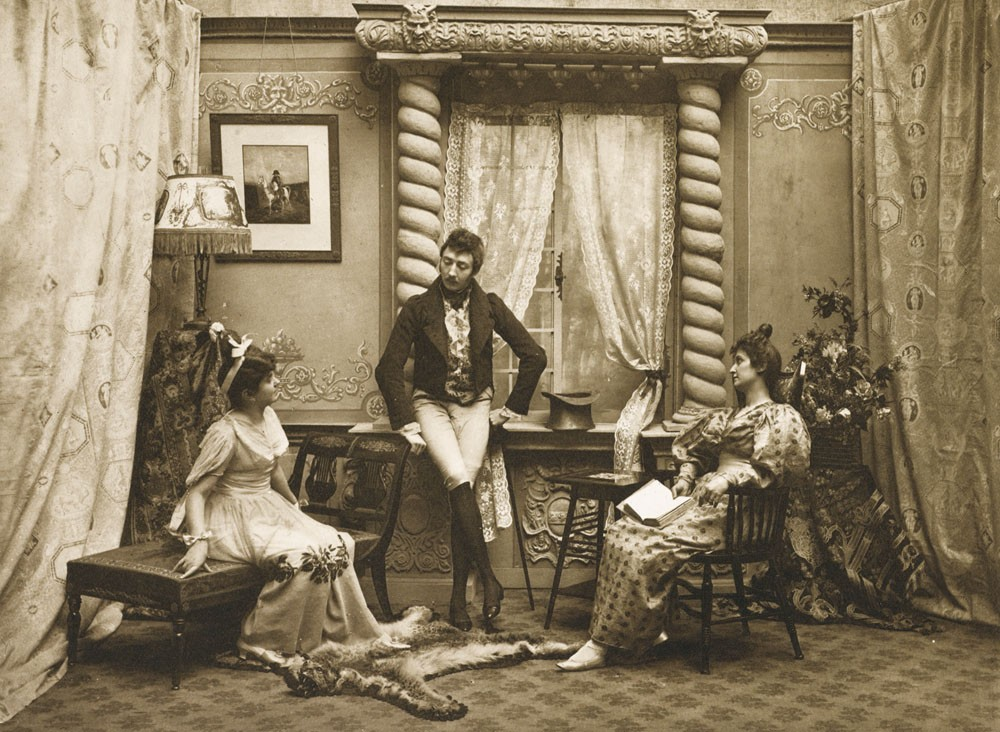
Der Besuch, fotografiert von Aleksander Tyszkiewicz 1898

Tyszkiewicz entstammte einer wohlhabenden alten Adelsfamilie Tyszkiewicz, die früher in Litauen und Polen über beträchtlichen politischen Einfluss verfügte. Um seine Malkunst zu vervollkommnen, ging er nach Paris und nahm Unterricht bei Alphonse de Neuville (1836–1885), der vor allem für Schlachtenbilder bekannt war. In seinem Palais in Hovory (russ. Ховоры, bei Borissoglebskij) in Zentralrussland betätigte sich Tyszkiewicz als Historienmaler und illustrierte historische Romane des späteren Nobelpreisträgers Henryk Sienkiewicz. Als Fotograf schloss er sich der Gesellschaft zur Förderung der Amateurphotographie in Hamburg als auswärtiges Mitglied an. Diese widmete sich der Kunstfotografie. Tyszkiewiczs Bilder zeigen Einblicke in eine Welt vergangener Pracht. Werke von ihm sind in der Sammlung Ernst Juhl vertreten, die heute überwiegend im Museum für Kunst und Gewerbe Hamburg und in der Berliner Kunstbibliothek verwahrt wird.